# Поспелов, Иоанн Григорьевич
Иоанн Григорьевич Поспелов (1821—1910) — духовный писатель, проповедник, публицист, мемуарист; протоиерей.

## Биография
Сын священника, выходца из крестьян. Обученный «по Псалтири и часослову», в 1831 определён в Костромское духовное училище, где получил свою фамилию. В 1833 году после смерти родителей (от холеры) помещён в бурсу на казённое содержание. Продолжил обучение в духовной семинарии (с 1838)а в 1844 как лучший ученик послан на казённый счёт в Московскую духовную академию. По окончании академии (со степенью магистра) в 1848 году был направлен в Ригу; вскоре женился. Рукоположён в священники (1849) и назначен в г. Вольмар. Поспелов, зная немецкий, самостоятельно изучил латышский. Возведён в сан протоиерея (1858). Служил в г. Венден (1859—1867).
Священническая и миссионерская деятельность Поспелова в Лифляндии пришлась на то время, когда «православная церковь проходила здесь тяжёлый путь нужды, лишений и унижений». Истинными хозяевами Остзейского края были немецкие бароны, а потому господствующим вероисповеданием стало лютеранство. Пасторы и немецкие помещики при поддержке генерал-губернатора Западного края А. А. Суворова скрыто и явно противодействовали влиянию православной церкви, особенно в её миссионерской деятельности среди эстонцев и латышей.
Кафедральный протоиерей костромского Успенского собора (1867—1902); одновременно преподаватель гомилетики и литургики (позже и немецкого языка) в духовной семинарии.
Главные труды Поспелова: «Краткие поучения» (1853), «Письма об улучшении быта православного духовенства в рижской епархии» («Православное Обозрение», 1863, июль, сент.; 1868, сент.; 1870, апрель), «О настоящем положении православия в Лифляндии» (1865, март, апрель), «Из современной практики православного священника в Лифляндии» (1865, август), «Нужды православной церкви в Лифляндии» (1867, февраль), «Как жить по православной вере» (ч. I, 1878; ч. II, 1889), «Наставление, как веровать православному» (изд. 2, 1877), «Ответ г. пастору Герману Дальтону» (Харьков, 1891), «Поучения» (Кострома, 1885), «Поучения и речи» (ч. II, изд. 2, 1879), «Православие и лютеранство» (СПб., 1893), «Руководство для вступающих в брак» (Кострома, 1884).